# Monroeville, Pennsylvania
Monroeville là một thành phố ở Quận Allegheny, Pennsylvania, Hoa Kỳ. Nó nằm khoảng 10 dặm về phía đông của Pittsburgh, Monroeville là một vùng ngoại ô với sự tăng trưởng mạnh về dân số và thương mại hỗn hợp. Theo điều tra dân số năm 2010, Monroeville có 28.386 người.

## Lịch sử
Thành phố này được đặt tên theo Joel Monroe, thị trưởng đầu tiên của khu vực, Monroeville đã được định cư vào giữa cho tới cuối thế kỷ 18. Khu vực này được hợp nhất như là Thị trấn Patton vào năm 1849 trước khi trở thành quận Monroeville vào ngày 25 tháng 1 năm 1951. Monroeville trở thành một Khu đô thị tự cai trị vào ngày 21 tháng 5 năm 1974.

## Địa lý
Một vùng ngoại ô của Pittsburgh, Monroeville nằm ở 40 ° 25′52 ″ N 79 ° 45′55 ″ W.
Theo Cục Thống Kê Dân số Hoa Kỳ, thành phố có tổng diện tích là 19,8 dặm vuông (51 km2), trong đó 0,05% là nước.

## Dân cư
Theo điều tra dân số năm 2010 có 28.386 người ở Monroeville. Thành phần chủng tộc của thành phố là 79,51% người da trắng, 12,58% người Mỹ gốc Phi, 6,07% người châu Á, 0,42% so với các chủng tộc khác. Tây Ban Nha hoặc La tinh của bất kỳ chủng tộc nào là 1,41% dân số. Monroeville là một trong những nơi đa dạng về chủng tộc nhất trong khu vực Pittsburgh.
Theo điều tra dân số năm 2000, có 29.349 người, 12.376 hộ gia đình và 8.044 gia đình sống trong thành phố. Mật độ dân số là 1.483.0 người trên một dặm vuông (572,6 / km²). Có 13.159 đơn vị nhà ở với mật độ trung bình 664,9 mỗi dặm vuông (256,7 / km²). Thành phần chủng tộc của thành phố là 85,58% người da trắng, 8,29% người Mỹ gốc Phi, 0,14% người Mỹ bản xứ, 4,41% người châu Á, 0,04% người Thái Bình Dương, 0,30% từ các chủng tộc khác và 1,23% từ hai hoặc nhiều chủng tộc. Tây Ban Nha hoặc La tinh của bất kỳ chủng tộc nào là 0,77% dân số.
Có 12.376 hộ gia đình, trong đó 25,8% có trẻ em dưới 18 tuổi sống chung với bố mẹ, 52,7% là cặp vợ chồng chung sống với nhau, 9,7% là phụ nữ đơn thân và 35,0% hộ không phải là gia đình. 30,8% hộ gia đình được tạo thành từ các cá nhân, và 12,1% có người sống một mình 65 tuổi trở lên. Quy mô hộ trung bình là 2,30 và quy mô gia đình trung bình là 2,89.
Trong thành phố, dân số được phân theo nhóm tuổi gồm 20,4% dưới 18 tuổi, 6,2% từ 18 đến 24 tuổi, 27,4% từ 25 đến 44 tuổi, 25,8% từ 45 đến 64 tuổi, và 20,3% người từ 65 tuổi trở lên. Độ tuổi trung bình là 43 tuổi. Cứ 100 nữ giới thì có 88,5 nam giới. Cứ 100 nữ từ 18 tuổi trở lên, có 84,8 nam giới.
Thu nhập trung bình cho một hộ gia đình trong quận là $ 44,653, và thu nhập trung bình cho một gia đình là $ 53,474. Nam giới có thu nhập trung bình là $ 41,100 so với $ 30,232 đối với nữ giới. Thu nhập bình quân đầu người cho quận là $ 24,031. Khoảng 4,9% gia đình và 6,6% dân số sống dưới chuẩn nghèo, bao gồm 9,4% là những người dưới 18 tuổi và 6,1% những người 65 tuổi trở lên.

## Giáo dục
Học sinh K-12 tại Monroeville được cung cấp giáo dục bởi Trường Gateway, một trường học công lập với số học sinh là 3.800. Giáo dục đại học được cung cấp thông qua các trường cao đẳng cộng đồng của Boyce Campus  của Hạt Allegheny và chi nhánh của Đại học Indiana thuộc Pennsylvania ở Penn Center East. Trường Y tế và Kinh doanh miền Tây - Monroeville cũng nằm ở Monroeville.

## Kinh tế
Monroeville là nơi có trung tâm mua sắm Monroeville Mall cũng như một số công viên khác  và kể từ những năm 1960, ở đây đã có các khách sạn cao tầng. Trung tâm Hội nghị Monroeville, trước đây gọi là ExpoMart, nằm gần trung tâm mua sắm. Vào năm 1979, phòng thí nghiệm nghiên cứu của US Steel ở Monroeville đã tuyển dụng gần 1.800 người.